# San Román de Ascarza
San Román de Ascarza es un despoblado que actualmente forma parte de los concejos de Aberásturi y Ascarza, situados en el municipio de Vitoria, en la provincia de Álava, País Vasco (España).

## Toponimia
A lo largo de los siglos también ha sido conocido con el nombre de Durruma.

## Historia
Documentado desde 1025 (Reja de San Millán), el 28 de marzo de 1367 fue armado caballero en dicho lugar el rey Pedro el Cruel, por el príncipe de Gales, estando el sitio ya despoblado.
Actualmente sus tierras son conocidas con el topónimo de Durruma.